# Tomás Ramírez Caba
Tomás Ramírez Caba (ur. 30 grudnia 1934 w Chajul, zm. 6 września 1980 tamże) – gwatemalski zakrystian, męczennik, ofiara wojny domowej w Gwatemali, błogosławiony Kościoła katolickiego.

## Życiorys
Urodził się w 1934 w Chajul. Pełnił funkcję zakrystiana w kościele w Chajul. 6 września 1980 roku w wieku 45 lat w czasie wojny domowej w Gwatemali został aresztowany i zamordowany przez szwadrony śmierci w Chajul. 23 stycznia 2020 papież Franciszek podpisał dekret o jego męczeństwie, beatyfikacja jego i dziewięciu towarzyszy, jako tych, którzy zostali „zamordowani z nienawiści do wiary podczas długotrwałego prześladowania  Kościoła, zaangażowanego w ochronę godności i praw ubogich” odbyła się 23 kwietnia 2021.